# Drugie życie (serial telewizyjny)
Drugie życie (ang. Second Chance) – amerykański serial telewizyjny (dramat kryminalny, science fiction) wyprodukowany przez Teakwood Lane Productions oraz 20th Century Fox Television. Serial został stworzony przez Michaela Cuesta na podstawie powieści Frankenstein autorstwa Mary Shelley. Second Chance będzie emitowany od 13 stycznia 2016 przez FOX. Serial nosił tytuł z The Frankenstein Code oraz Lookinglass. 29 października 2015 roku stacja FOX ogłosiła zmniejszenie liczby odcinków pierwszego sezonu z 13 na 11 odcinków.
W Polsce serial jest emitowany od 31 maja 2016 roku przez Fox Polska. 13 maja 2016 roku stacja FOX ogłosiła anulowanie serialu.

## Fabuła
Serial skupia się na Jimmym Pritchardzie, emerytowanym policjancie, który zostaje ożywiony w ciele byłego żołnierza marynarki. Dostaje drugą szansę, musi zdecydować: czy chce być dalej skorumpowanym gliną czy chce iść całkiem nową drogą.

## Obsada
- Rob Kazinsky jako Jimmy Pritchard (wskrzeszony)[8]
- Adhir Kalyan jako Otto Goodwin,internetowy miliader[9]
- Dilshad Vadsaria jako Mary Goodwin, bioinżynier[10]
- Ciara Bravo jako Gracie Pritchard[11]
- Philip Baker Hall jako Jimmy Pritchard (stary Jimmy przed śmiercią)
- Tim DeKay jako Duval Pritchard, agent FBI[12]
- Vanessa Lengies jako Alexa, asystentka Mary[13]

## Odcinki
| Sezon | Sezon | Odcinki | Oryginalna emisja | Oryginalna emisja | Oryginalna emisja | Oryginalna emisja | Oryginalna emisja |
| Sezon | Sezon | Odcinki | Premiera sezonu   | Finał sezonu      | Premiera sezonu   | Finał sezonu      |                   |
| ----- | ----- | ------- | ----------------- | ----------------- | ----------------- | ----------------- | ----------------- |
|       | 1     | 11      | 13 stycznia 2016  | 18 marca 2016     | 31 maja 2016      | 5 lipca 2016      |                   |

### Sezon 1 (2016)
| #  | Tytuł                                                                                            | Reżyseria          | Scenariusz                    | Premiera FOX     | Premiera Fox Polska |
| -- | ------------------------------------------------------------------------------------------------ | ------------------ | ----------------------------- | ---------------- | ------------------- |
| 1  | 'Odpowiedni dawca' A Suitable Donor                                                              | Michael Cuesta     | Rand Ravich                   | 13 stycznia 2016 | 31 maja 2016        |
| 2  | 'Kolejna sprawa' One More Notch                                                                  | Tim Busfield       | Rand Ravich                   | 20 stycznia 2016 | 31 maja 2016        |
| 3  | 'Z ciemności, słońce' From Darkness, the Sun                                                     | Adam Kane          | Donald Todd                   | 29 stycznia 2016 | 7 czerwca 2016      |
| 4  | 'Dopuszczenia' Admissions                                                                        | Brad Turner        | Gwendolyn M. Parker           | 5 lutego 2016    | 7 czerwca 2016      |
| 5  | 'Usterka' Scratch that Glitch                                                                    | Felix Alacla       | Richard Hatem                 | 12 lutego 2016   | 14 czerwca 2016     |
| 6  | 'Stary rękopis' Palimpsest                                                                       | Sarah Pia Anderson | Allison Miller                | 19 lutego 2016   | 14 czerwca 2016     |
| 7  | 'Czas spędzony w samochodzie' That Time in the Car                                               | John Stuart Scott  | Far Shariat                   | 26 lutego 2016   | 21 czerwca 2016     |
| 8  | 'Zapomnijmy o starych znajomych' May Old Acquaintance Be Forgot                                  | Jennifer Lynch     | Gabriel Llanas                | 4 marca 2016     | 21 czerwca 2016     |
| 9  | 'Jeśli muszisz tam pójść, muszą cię wpuścić' When You Have To Go There, They Have To Take You In | Kate Dennis        | Rand Ravich                   | 11 marca 2016    | 28 czerwca 2016     |
| 10 | 'Bezwolność' Geworfenheit                                                                        | Paul Edwards       | Richard Hatem, Allison Miller | 18 marca 2016    | 28 czerwca 2016     |
| 11 | 'Opanowanie' Gelassenheit                                                                        | Brad Turner        | Rand Ravich, Howard Gordon    | 25 marca 2016    | 5 lipca 2016        |

## Produkcja
21 lutego 2015 roku, stacja FOX zamówiła odcinek pilotowy. 9 maja 2015 roku stacja FOX zamówiła serial Lookinglass na sezon telewizyjny 2015/2016 z emisją w midseason.